# Свети Марко (Белград)
„Свети Марко“ (на сръбски: Црква Светог Марка или Crkva Svetog Marka) е сръбска православна катедрала и място за поклонение в Белград. Намира се в белградския парк Ташмайдан в близост до Скупщината. Ктитор на мястото и на храма е Лазар Панча, като негова задужбина за спасение на душата му и за спомен от него.

## История
Църквата е изградена от 1931 до 1940 г. на мястото на стара църква от 1835 г. Архитектурният ѝ стил наподобява този на манастирската черква в Грачаница. Архитекти са Петър и Бранко Кръстич. Интериорът е завършен след Втората световна война.
В южната част на църквата е гробницата на цар Стефан Душан, чийто кости са пренесени през 20 век от призренския манастир „Свети Архангели“. В северната част на църквата се намира гробницата на сръбския патриарх Герман. В криптата са разположени и тленни останки, пренесени от стария храм – на митрополит Теодосий (1815 – 1892), епископ Виктор Нишки, шабачкия епископ Гаврил (1811 – 1871) и тимочкия епископ Мойсий (1835 – 1896), на членове на династията на Обреновичи, включително и на крал Александър, както и на ктитора на стария храм Лазар Панча.
В храма се пази сбирка от икони от 18 и 19 век.